# Ain Kaicher
Ain Kaicher (àrab عين قيشر) és una comuna rural de la província de Khouribga de la regió de Béni Mellal-Khénifra. Segons el cens de 2014 tenia una població total de 4.609 persones.